# Euniphysa auriculata
Euniphysa auriculata är en ringmaskart som först beskrevs av Treadwell 1900.  Euniphysa auriculata ingår i släktet Euniphysa och familjen Eunicidae. Inga underarter finns listade i Catalogue of Life.